# Unisurf
Unisurf (« uni » pour unification et « surf » pour surface), est un format d'échange pionnier des logiciels de dessin assisté par ordinateur (DAO) et de conception et fabrication assistées par ordinateur.
Il a été développé en 1971 par Pierre Bézier, ingénieur Méthodes chez le fabricant automobile Renault.
Ce format, destiné initialement à la conception de véhicules en association directe avec les machines à commande numérique, est à la base de certains logiciels de conception et fabrication assistées par ordinateur (CFAO) — par exemple CATIA — développés ultérieurement.